# NS 5000 (WD)
De serie NS 5000 was een serie stoomlocomotieven van de Nederlandse Spoorwegen (NS), overgenomen van het Britse War Department.
De locomotieven, met de asindeling 1'E, werden tussen 1943 en 1945 gebouwd door North British Locomotive Company te Glasgow voor het Britse War Department om het Britse Leger te voorzien van voorraden tijdens hun strijd tegen het Duitse leger op het vasteland van West-Europa. Hun lage asdruk van 13,7 ton maakte ze zeer geschikt voor het rijden op provisorisch herstelde of aangelegde spoorlijnen.
Een aantal locomotieven werd gedurende de Engelse bezetting in het zuiden van Nederland ingezet. Rond oktober 1945 werden de locomotieven uit dienst genomen en opgeborgen.
Om na de overgave van het Duitse leger in mei 1945 het spoorwegverkeer op gang te krijgen, waren deze oorlogslocomotieven een welkome aanvulling op het sterk gedecimeerde park van Nederlandse stoomlocomotieven. Begin 1946 werd besloten dat de NS een zestigtal locomotieven zou huren als NS 5001-5060 voor het trekken van goederentreinen. Later werd dit aantal aangevuld met 43 locomotieven zodat de serie NS 5001-5103 ontstond.
De NS verlaagde al snel de stoomspanning van 15,8 kg/cm2 naar 12 kg/cm2 en verlengde de schoorstenen om de machinist te beschermen tegen neerslaande rook.
Tussen 1948 en 1952 werden de locomotieven buiten dienst gesteld.
De duizendste in Engeland gebouwde locomotief die naar het Europese vasteland werd verscheept, werd voorzien van een gedenkplaat. Deze locomotief, met de naam "Longmoor" is in het Nederlands Spoorwegmuseum in Utrecht bewaard gebleven en is in de War Department uitvoering met het nummer WD 73755 teruggebracht.

## Achtergrond
De Austerity 2-10-0 (asindeling 1'E) was gebaseerd op de Austerity 2-8-0 (asindeling 1'D), en werd ontworpen door R.A. Riddles om verwisselbare onderdelen te hebben. De locomotief had hetzelfde vermogen als de 2-8-0 (NS 4300) maar een lichtere asbelasting, waardoor de locomotief meer geschikt is voor secundaire lijnen.

## Ontwerp
De locomotief had een parallelle ketel en een vuurkist met ronde bovenkant. Terwijl de Austerity 2-8-0 een kleinere vuurkist had, had de 2-10-0 een brede vuurkist boven de aandrijfwielen. Deze opstelling was gebruikelijk in de Verenigde Staten (bijv. De USRA 0-8-0) maar ongebruikelijk in Groot-Brittannië, waar brede vuurkisten meestal alleen werden gebruikt waar een achterste draaistel was, bijv. 4-4-2 (2B1) en 4-6-2 (2'C1) types. Dit waren de eerste 2-10-0 (1'E) locomotieven die in Groot-Brittannië werkten, en de eerste grote serie waar de 2-10-0 (1'E) wielopstelling werd gebruikt. Ze waren voorafgegaan door twee 0-10-0 locomotieven; de Decapod van de Great Eastern Railway en de Lickey Banker van de Midland Railway. De 2-10-0 (1'E) wielopstelling werd later gebruikt door Riddles toen hij de BR-standaardklasse 9F ontwierp. Ook deze locomotief had een brede vuurkist boven de aandrijfwielen.

## Constructie
Twee reeksen werden gebouwd door de North British Locomotive Company, de reeks van 100 locomotieven werd geïntroduceerd in 1943/1944 en de reeks van 50 locomotieven in 1945. Hun WD-nummers waren 3650-3749 (later 73650-73749) en 73750-73799.
20 van de reeks werden naar het Midden-Oosten gezonden. Tijdens het inlopen werkten ze in Groot-Brittannië, maar vanwege hun lengte waren ze ongeschikt. De meeste zagen dienst bij het Britse leger in Frankrijk na D-Day.

## Afbeeldingen

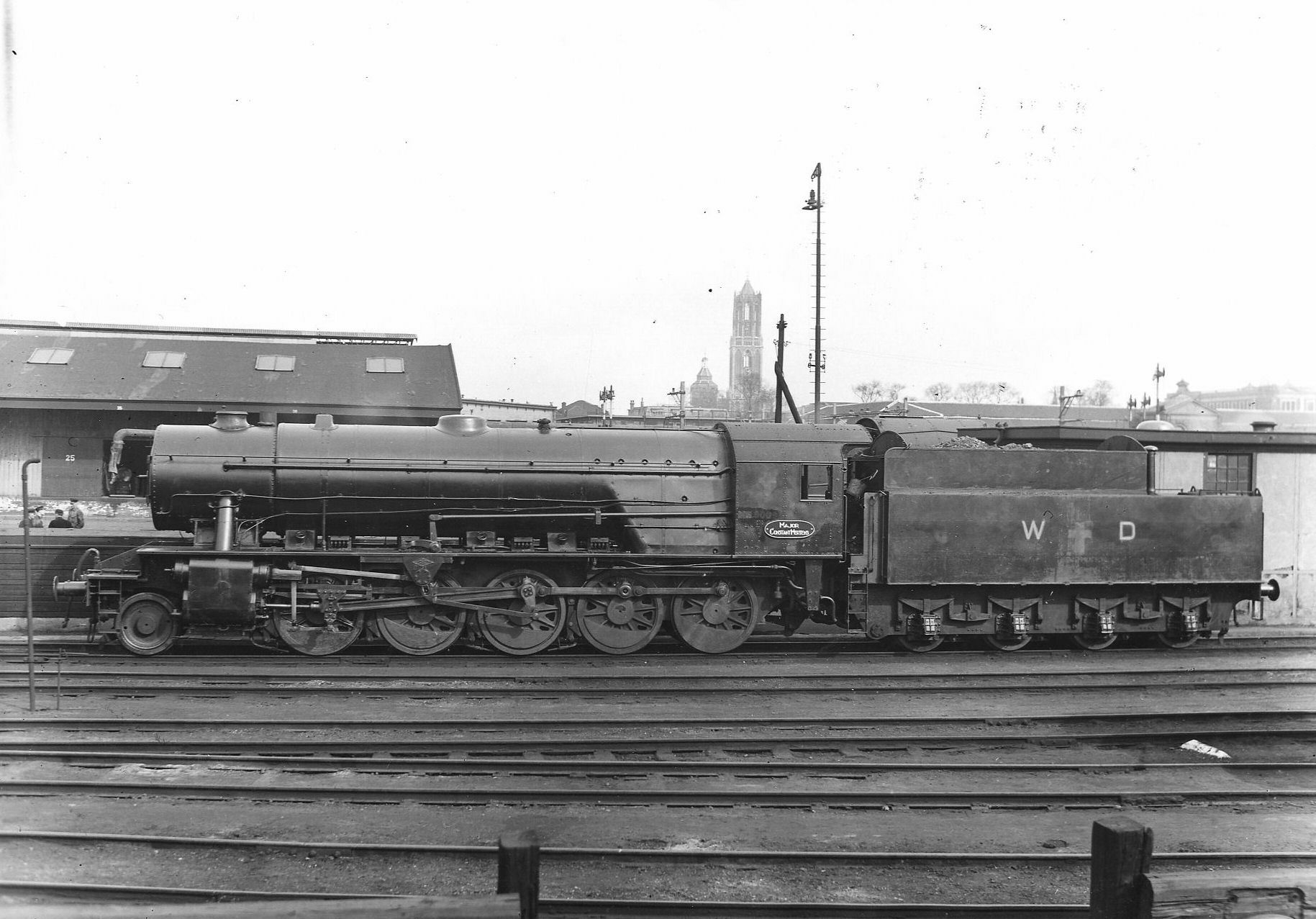
Locomotief 5009 "Major Constant Mertens" (ex-War Department nr. 73669) te Utrecht.
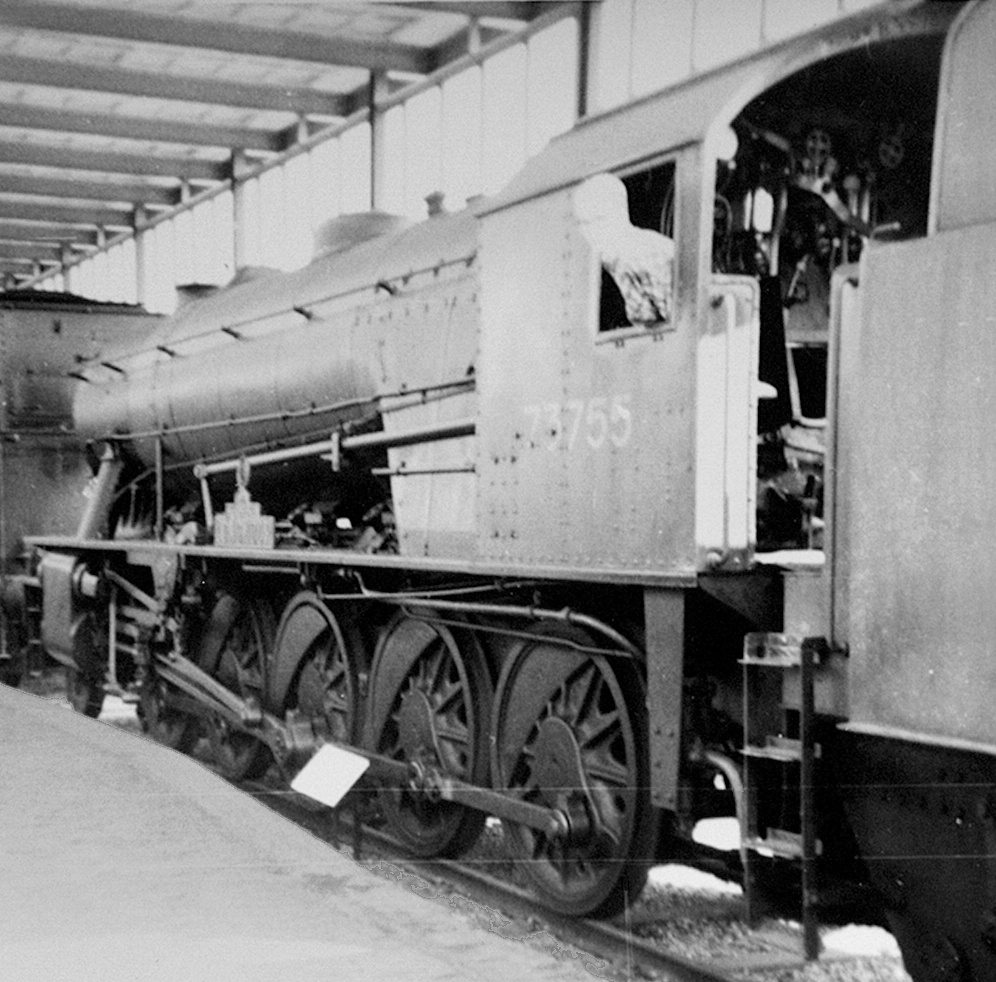
Locomotief "Longmoor" (ex-NS 5085) langs het oorspronkelijke perron van station Utrecht Maliebaan.
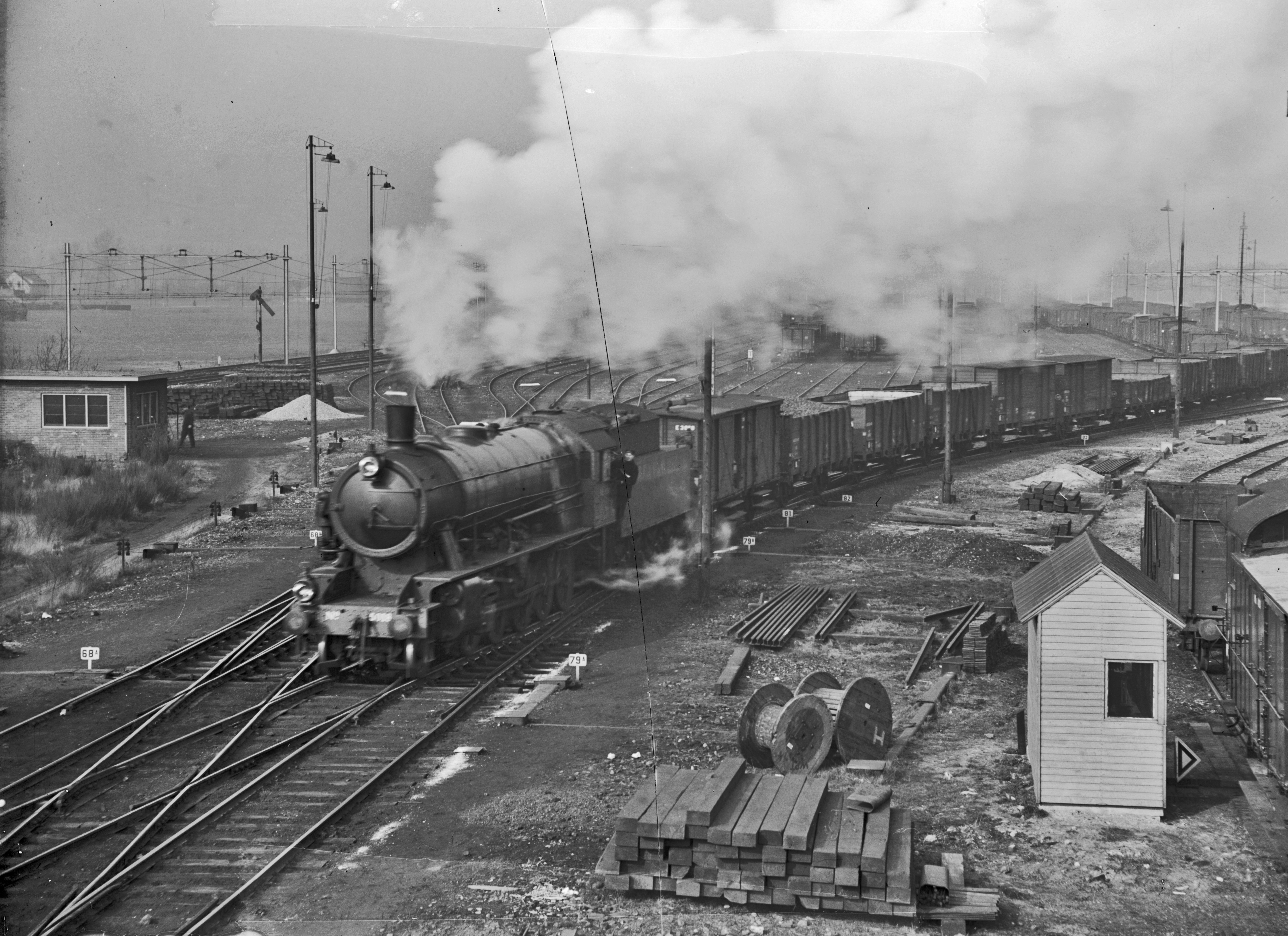
Locomotief NS 5018 (ex-WD 73689) met een goederentrein op het emplacement te Susteren.
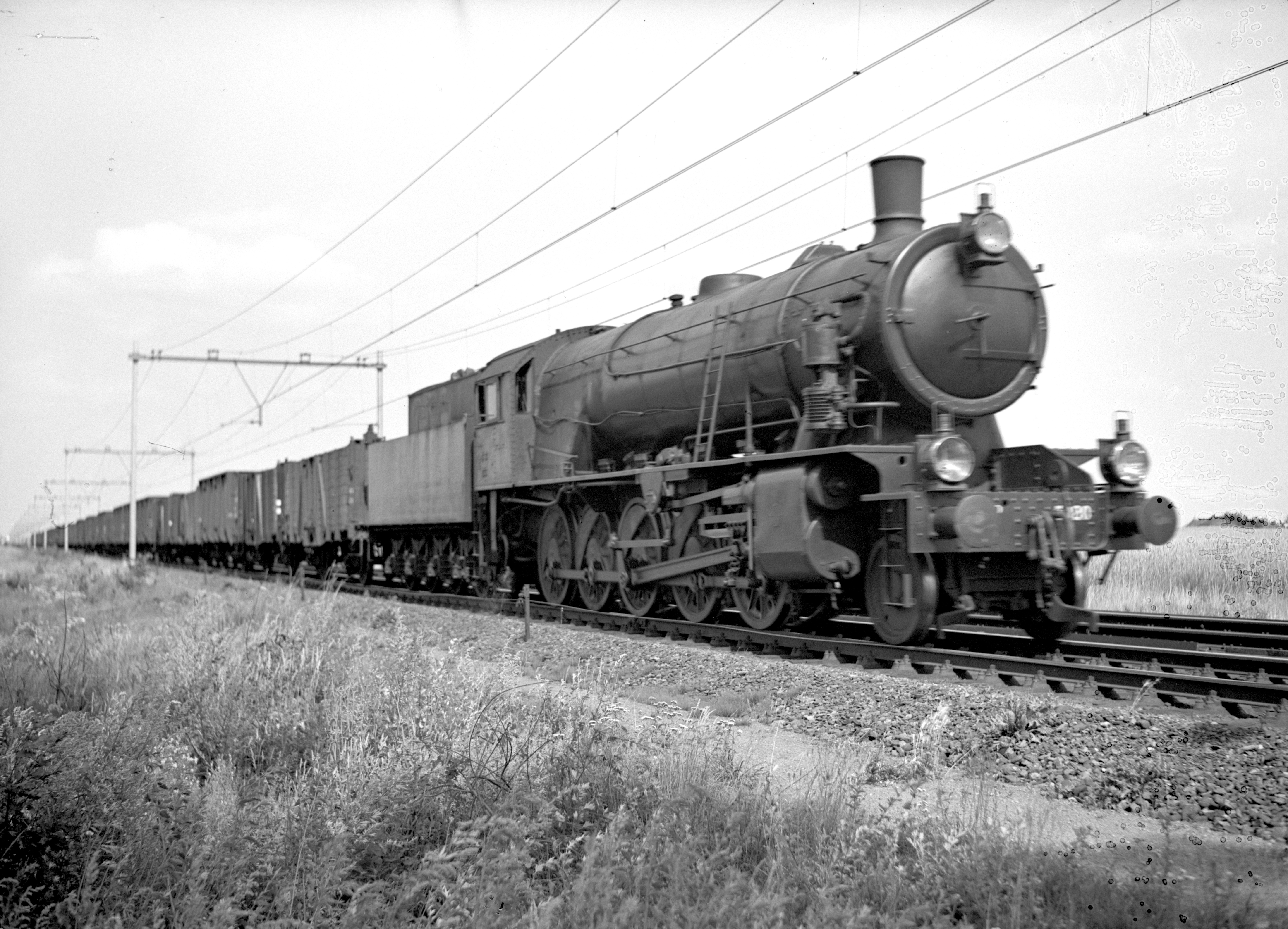
Locomotief NS 5020 (ex-WD 73691) met een goederentrein ter hoogte van Susteren. Tussen 1949 en 1952
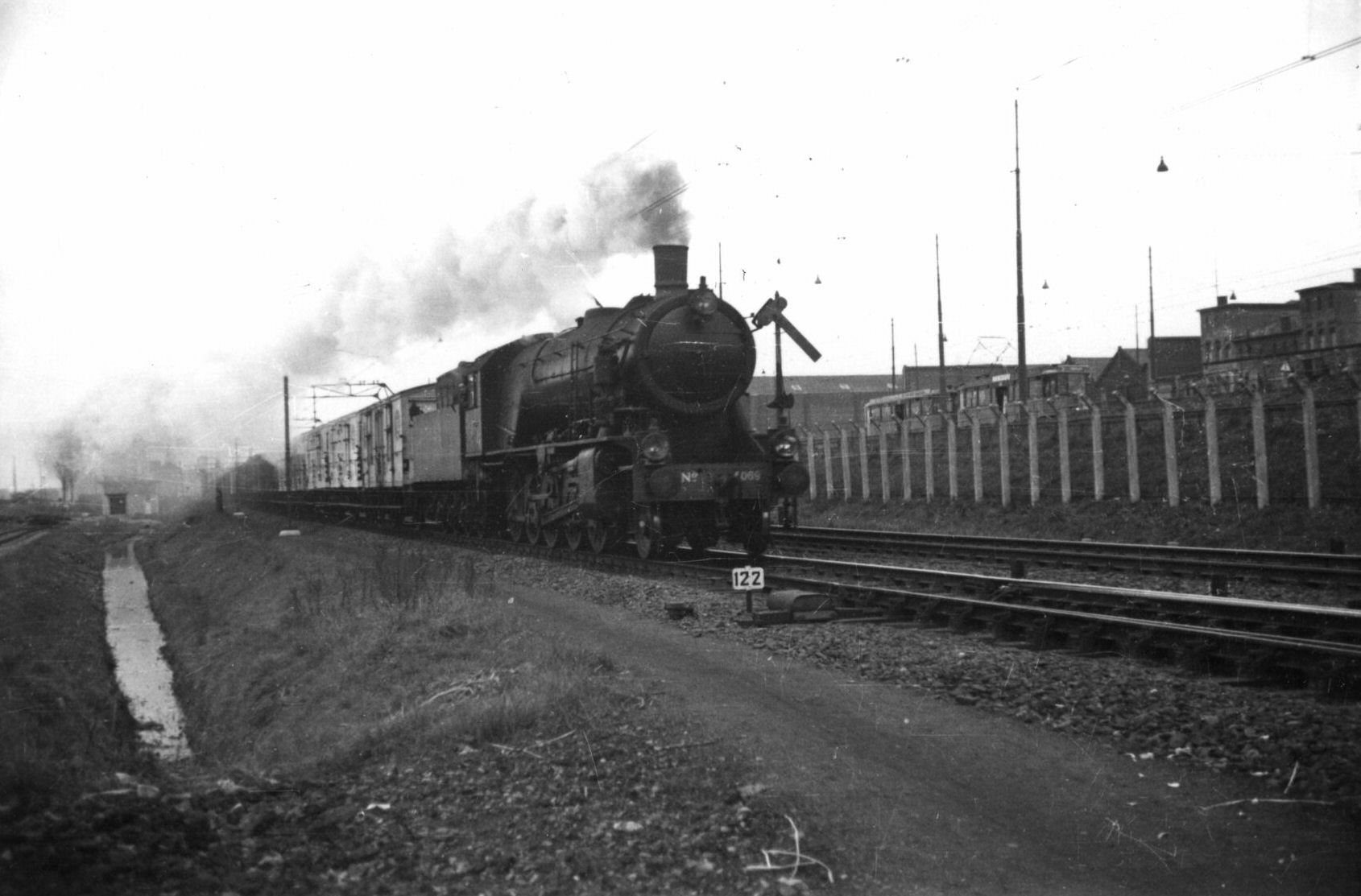
Stoomlocomotief NS 5069 (ex War Department nr. 73723) met een goederentrein. (Tussen 1946 - 1952)
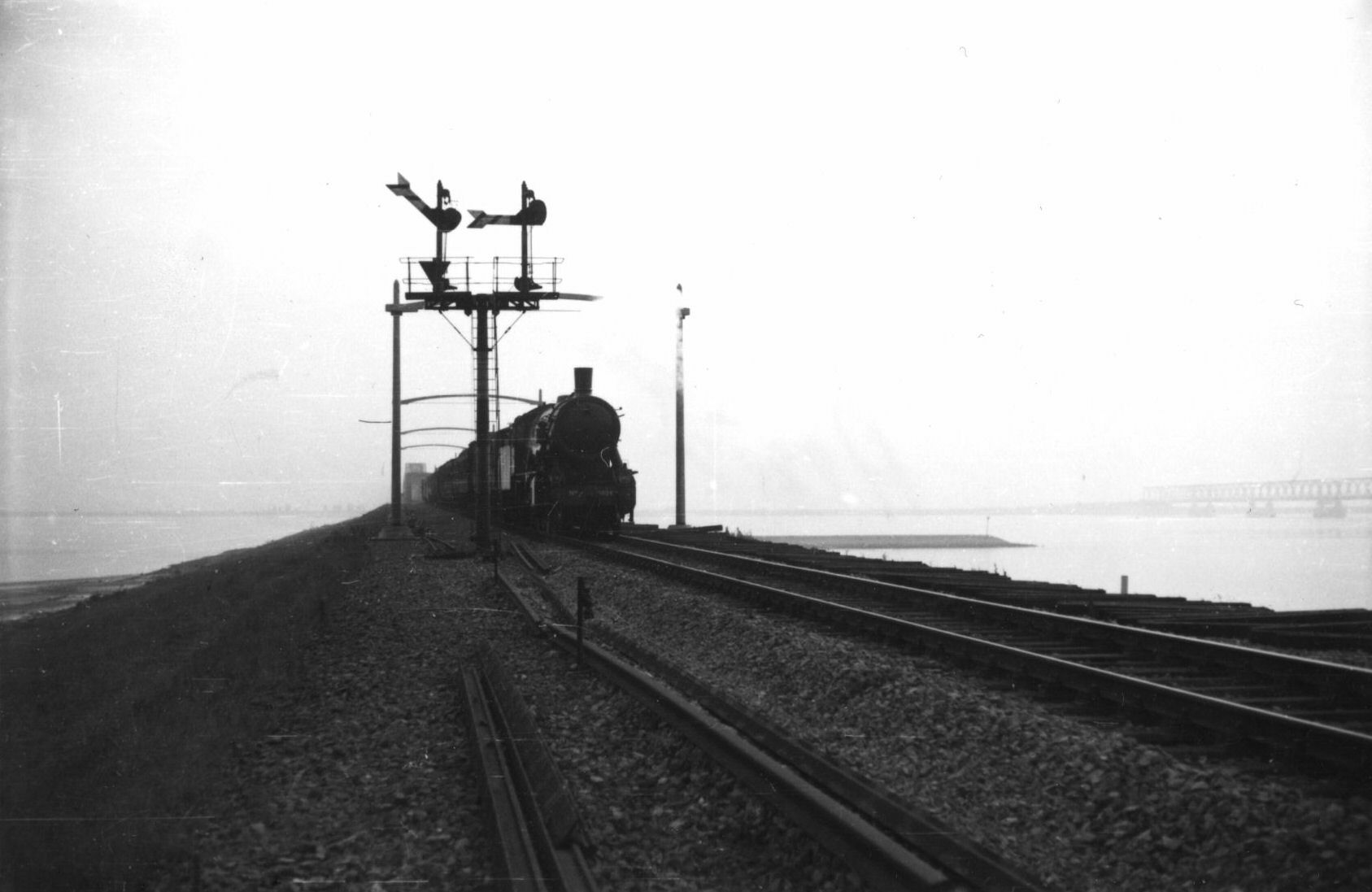
Stoomlocomotief NS 5014 (ex War Department nr. 73676) met een trein te Moerdijk. (1948)
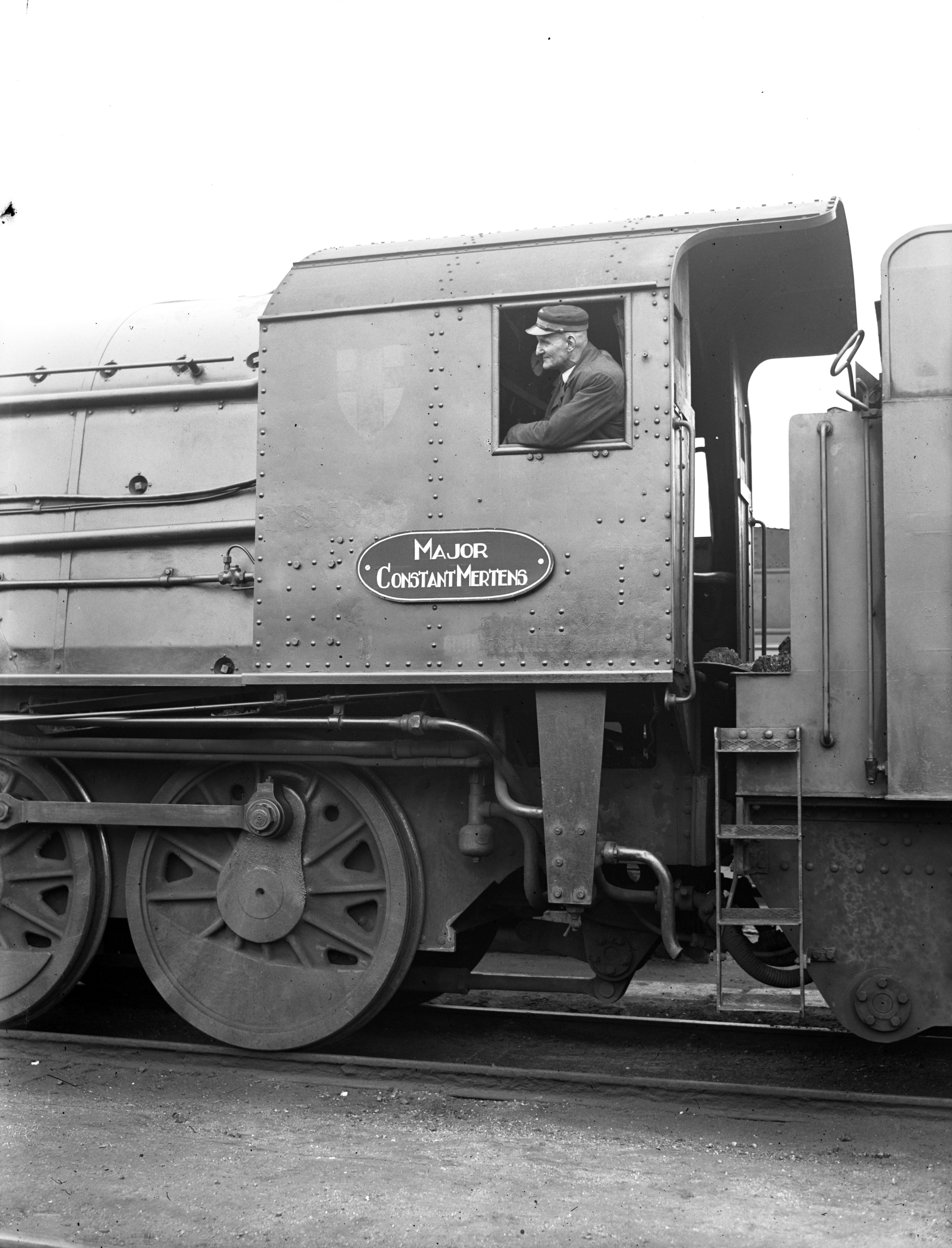
Machinist in het machinistenhuis van de stoomlocomotief NS 5009 (ex War Department nr. 73669) met de naam "Major Constant Mertens" te Utrecht. (Tussen 1945 - 1951)
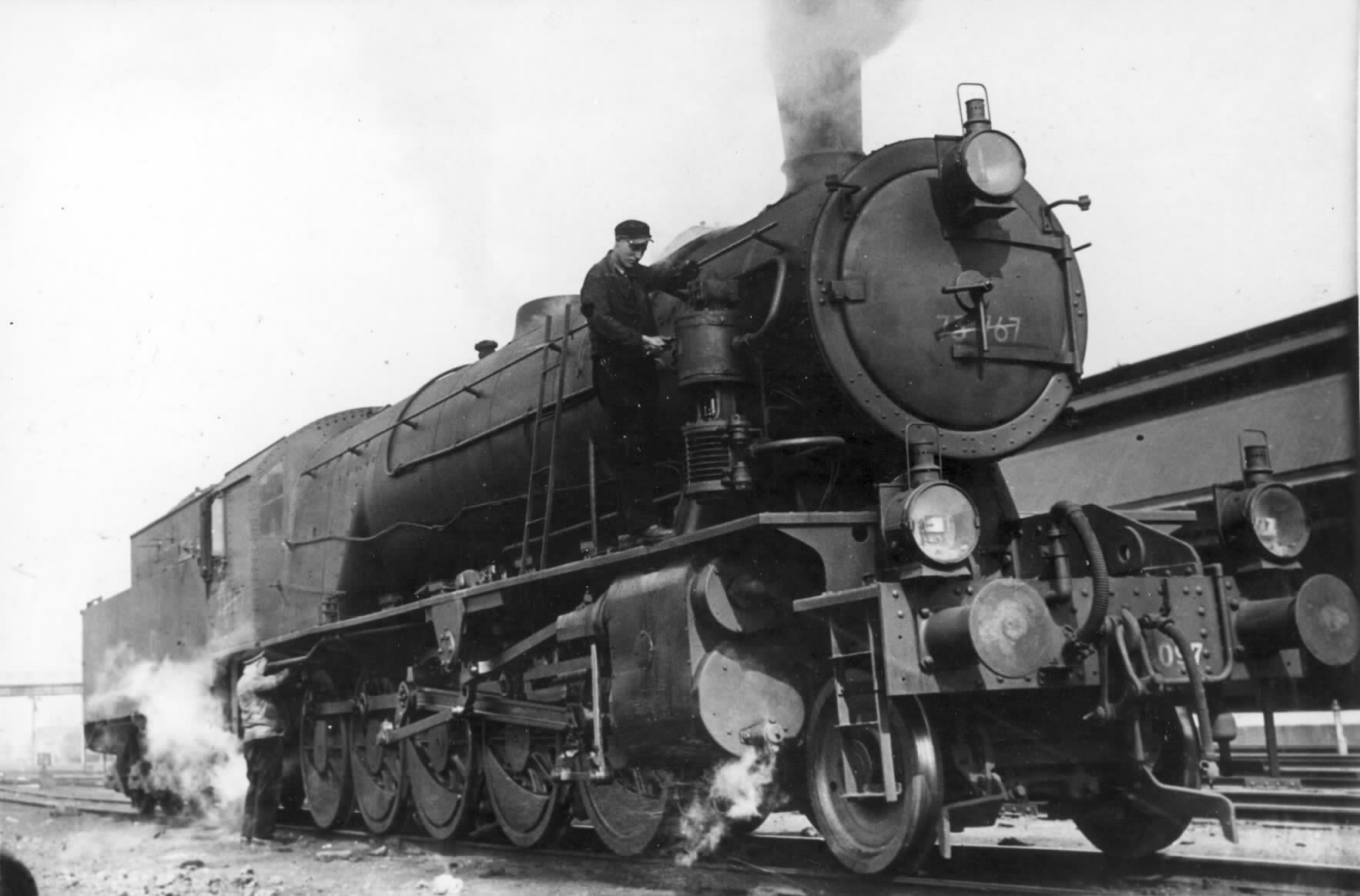
Stoomlocomotief NS 5097 (serie 5000, ex War Department nr. 73767). (1946)
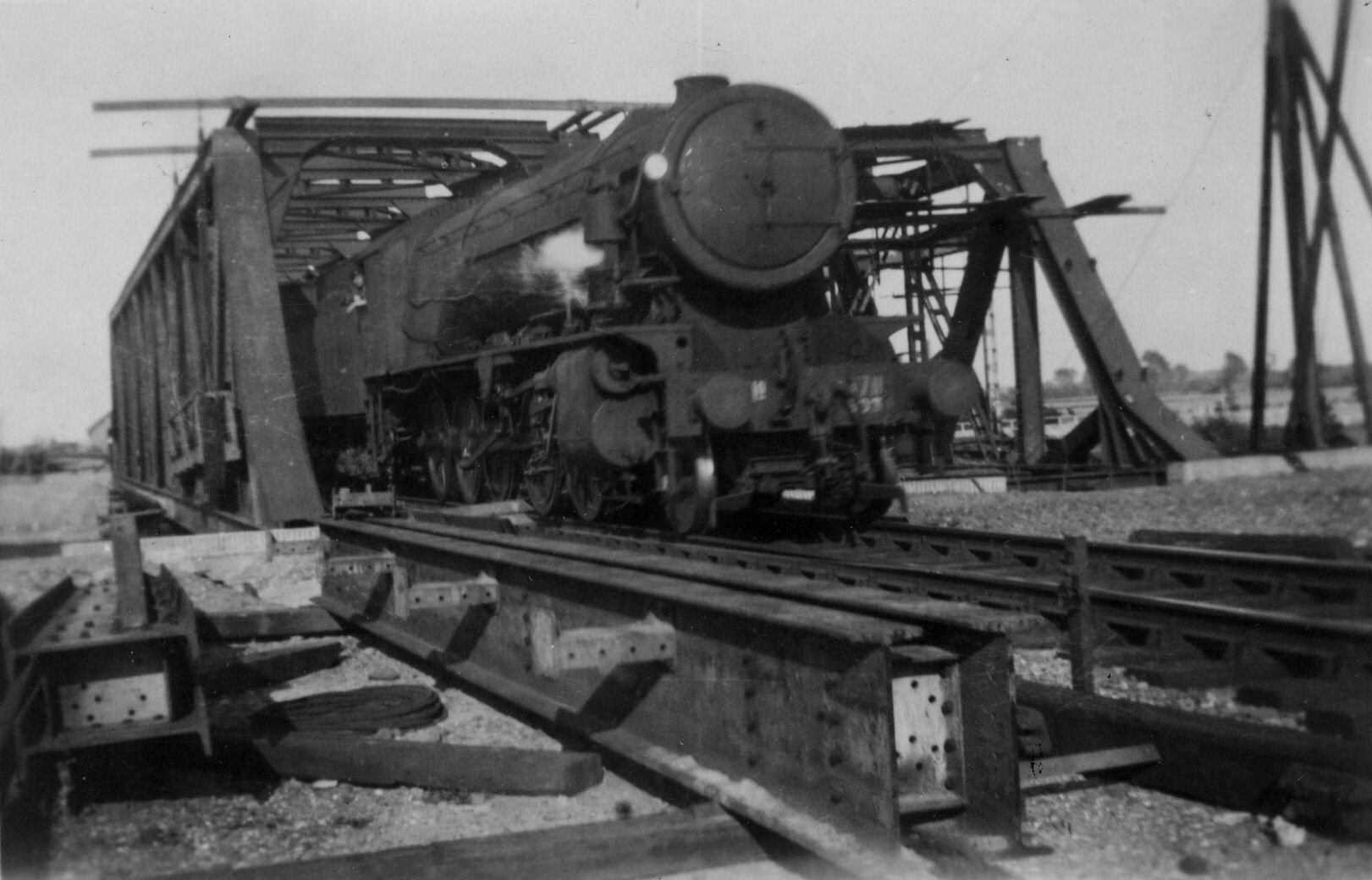
Stoomlocomotief uit de serie 5000 (ex War Department nr. 73711) van de N.S. op de brug over het Wilhelminakanaal te Tilburg. (04-08-1946)
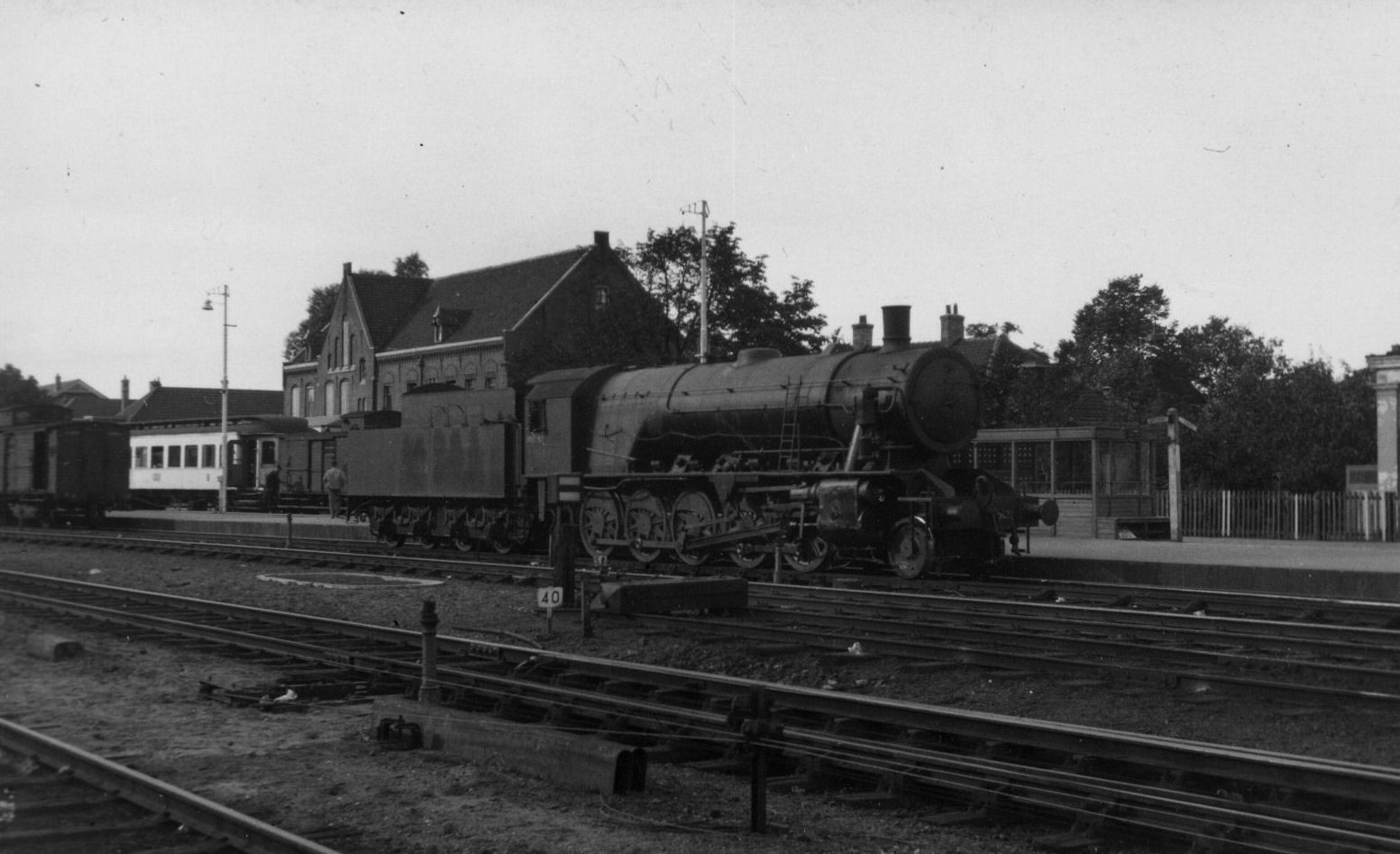
Stoomlocomotief uit de serie 5000 (nrs. 5001-5103, "Austerities", ex War Department) van de N.S. te Zwolle. (September 1946)